# اعدام جین گری
اعدام جین گری (انگلیسی: The Execution of Lady Jane Grey) یک نقاشی رنگ روغن از نقاش آکادمیک فرانسوی، پل دلاروش است که امروزه در نگارخانه ملی لندن قرار دارد.

## موضوع اثر
موضوع اثر، اعدام جین گری، ملکهٔ انگلستان و ایرلند به سال ۱۵۵۳ میلادی است. جین گری توانست به مدت ۹ روز بنا بر وصیت ادوارد ششم بر تخت سلطنت بنشیند، اما در پی توطئهٔ و لشکرکشی ماری یکم، دستگیر شد و در سن ۱۶ سالگی، به جرم «خیانت»، در برج لندن گردن‌زده شد.